# Anna Julia Cooper
Anna Julia Haywood Cooper, född 10 augusti 1858 i Raleigh, död 27 februari 1964 i Washington, D.C., var en amerikansk författare, pedagog, sociolog, talare, aktivist och en framstående forskare.  
Cooper är känd för sin samling av essäer från 1892: A Voice from the South by a black Woman of the South. I essäerna (av vilka många var nedskrivna tal) argumenterade Cooper för att kvinnor måste ta till orda och själva beskriva sin situation, istället för att låta andra tala för dem. Boken har beskrivits som den första feministiska analysen i bokform av afroamerikaners situation.
Cooper föddes som slav i Raleigh, North Carolina. Hennes mor Hannah Stanley Haywood var slav hos landägaren George Washington Haywood. Coopers far var troligtvis George själv, eller dennes bror Fabius J. Haywood. Hon hade två äldre bröder, Andrew J. Haywood och Rufus Haywood. När Cooper var nio år fick hon börja i skolan, där hon utmärkte sig som en lovande student. Senare studerade hon på Oberlin College i Ohio.  
Efter att ha tagit sin doktorsexamen i historia från Université Paris-Sorbonne 1924 blev Cooper, då 65 år gammal, den fjärde afroamerikanska kvinnan att få en doktorsexamen.  
Cooper har kallats "den svarta feminismens mor".
Cooper citeras på sidorna 24-25 i det amerikanska passet: "The cause of freedom is not the cause of a race or a sect, a party or a class – it is the cause of humankind, the very birthright of humanity." – Anna Julia Cooper